# Point Fortin

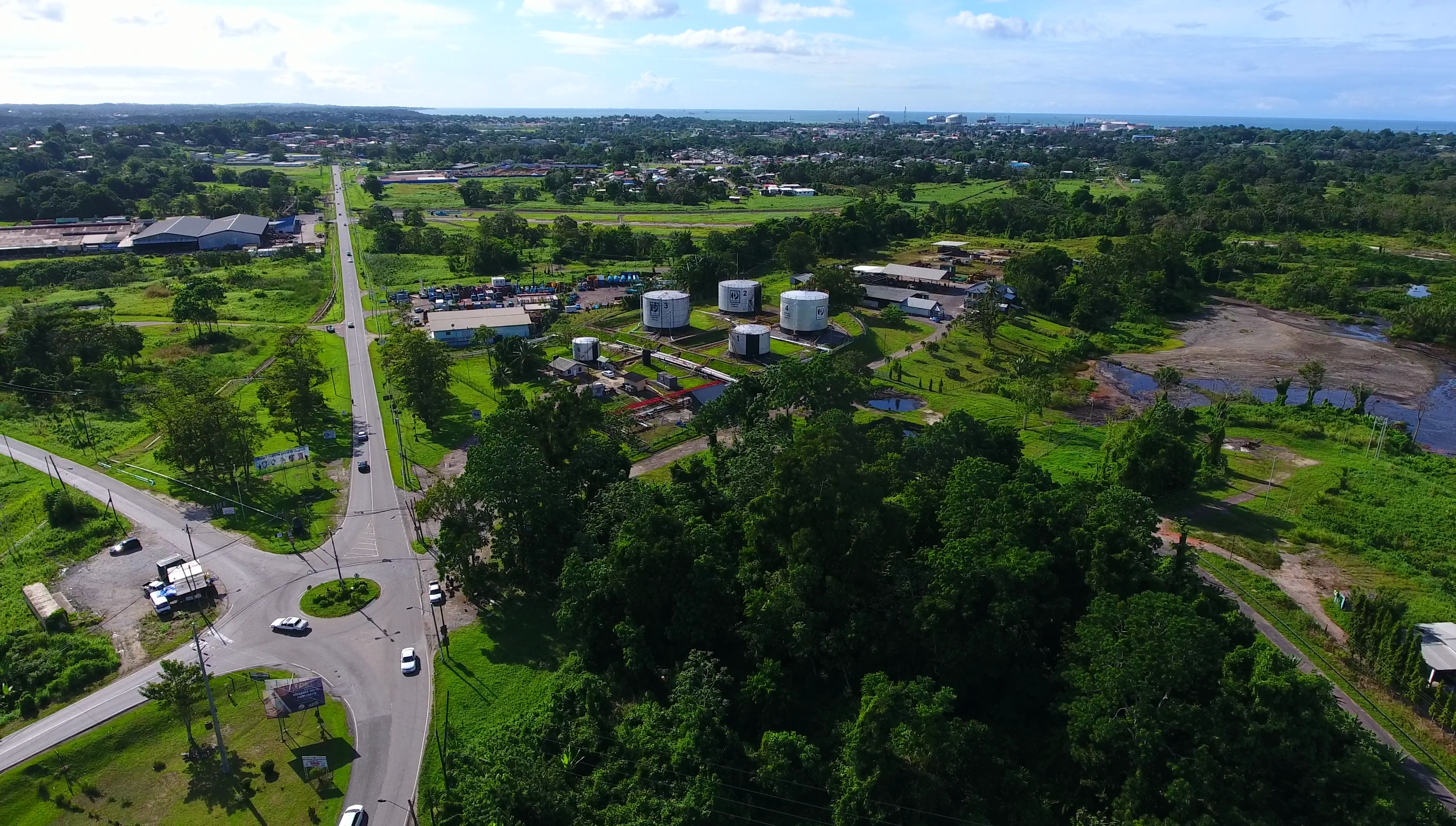
Point Fortin

Point Fortin is een borough in Trinidad en Tobago.
Point Fortin telt 17.755 inwoners op een oppervlakte van 24 km².

## Geboren
- Akeem Adams (1991-2013), voetballer
- Kenwyne Jones (1984), voetballer
- Jereem Richards (1994), atleet
- Machel Cedenio (1995), atleet